# Henryk Leliński
Henryk Leliński (ur. 3 sierpnia 1913 w Wiksinie w pow. ciechanowskim, zm. 20 stycznia 1989 w Przasnyszu) – polski nauczyciel, polonista, polityk, poseł na Sejm PRL II kadencji z ramienia PZPR.

## Życiorys
Urodził się w 1913 w Wiksinie, w powiecie ciechanowskim. W okresie okupacji prowadził tajne nauczanie w Tajnej Organizacji Nauczycielskiej na terenie powiatu mławskiego.
Po wojnie kierownik założonej przez siebie Szkoły Powszechnej w Rostkowie koło Przasnysza. W 1947 został prezesem Ochotniczej Straży Pożarnej. Od 1950 pracował jako nauczyciel języka polskiego w Zasadniczej Szkole Zawodowej i kierownik Powiatowej Biblioteki Publicznej w Przasnyszu. W 1951 został kierownikiem Powiatowego Ośrodka Doskonalenia Kadr Oświatowych w Przasnyszu. W 1955 zorganizował Liceum Ogólnokształcące dla Pracujących w Przasnyszu i został jego dyrektorem. W latach 1957–1961 pełnił mandat posła na Sejm PRL II kadencji. Jako poseł przyczynił się do budowy nowej szkoły przy ulicy Mazowieckiej w Przasnyszu.  
W latach 60. XX wieku, po zakończeniu kadencji posła, dalej był nauczycielem. Nauczał języka polskiego oraz nauki o Polsce i świecie współczesnym w Liceum Ogólnokształcącym w Przasnyszu. W latach 70. XX wieku uczył w przasnyskim Zespole Szkół Zawodowych. Zmarł w 1989, został pochowany na cmentarzu w Przasnyszu.  Przez 20 lat pełnił funkcję radnego Powiatowej Rady Narodowej. Wchodził w skład Zarządu Towarzystwa Przyjaciół Ziemi Przasnyskiej.

## Odznaczenia[4]
- Krzyż Oficerski Orderu Odrodzenia Polski
- Krzyż Kawalerski Orderu Odrodzenia Polski
- Srebrny Krzyż Zasługi (1952)[5]
- Medal 10-lecia Polski Ludowej (1955)[6]
- Odznaka tytułu honorowego „Zasłużony Nauczyciel Polskiej Rzeczypospolitej Ludowej”
- Medal Komisji Edukacji Narodowej
- Odznaka „Zasłużony Działacz Kultury”
- Złota Odznaka „Za zasługi dla województwa warszawskiego”
- Złota Odznaka ZNP